# Lebadea koenigi
Lebadea koenigi är en fjärilsart som beskrevs av Corbet 1941. Lebadea koenigi ingår i släktet Lebadea och familjen praktfjärilar. Inga underarter finns listade i Catalogue of Life.